# غوستاف لودفيغ بادن
غوستاف لودفيغ بادن (بالدنماركية: G.L. Baden)‏ (و. 1764 – 1840 م) هو مؤرخ دنماركي، توفي في كوبنهاغن، عن عمر يناهز 76 عاماً.